# 四国中央市消防本部
四国中央市消防本部（しこくちゅうおうししょうぼうほんぶ）は、愛媛県四国中央市の消防部局（消防本部）。管轄区域は四国中央市全域および新居浜市の別子山地区。新居浜市は別子山地区の常備消防事務を四国中央市に委託している。

## 概要
- 消防本部： 四国中央市中曽根町500番地
- 管内面積：420.57km2
- 職員数：136人
- 消防署1カ所、分署3カ所、分遣所2カ所

### 主力機械
2017年4月1日現在
- 消防ポンプ自動車：6
- 水槽付消防ポンプ自動車：4
- 化学消防自動車：1
- 小型動力ポンプ付水槽車：1
- 可搬ポンプ積載車：2
- はしご付消防自動車：1
- 救助工作車：1
- 救急自動車：7（高規格：5　2B型：2）
- 指揮車：1
- 広報車：4
- 査察車：2
- 搬送車：2
- 火災調査車：1

## 沿革
- 1961年5月1日 川之江市に川之江市消防署を設置する。
- 1963年11月1日 伊予三島市に伊予三島市消防署を設置する。
- 1973年9月1日 伊予三島市・川之江市・宇摩郡土居町・新宮村の2市1町1村による組合消防を設立する。
- 1975年3月1日 消防の名称を宇摩地区広域市町村圏組合消防本部・消防署に変更する。
- 1980年1月19日　宇摩郡別子山村が加入し、組合の構成自治体が2市1町2村となる。
- 2003年
  - 3月31日　別子山村が新居浜市と合併するのに伴い組合を離脱する。組合の構成自治体が2市1町1村となる.
  - 4月1日　新居浜市から別子山地区の常備消防事務を受託する。
- 2004年4月1日　伊予三島市・川之江市・土居町・新宮村が合併し四国中央市が誕生したことにより四国中央市消防本部となる。

## 組織
- 本部 - 安全・危機管理課、予防課
- 消防署 - 消防課

## 消防署
| 消防署           | 住所            | 分署                                                                              | 分遣所                                                  |
| ---------------- | --------------- | --------------------------------------------------------------------------------- | ------------------------------------------------------- |
| 四国中央市消防署 | 中曽根町500番地 | 川之江：川之江町1516番地の1 三島：三島金子1丁目8番49号 土居：土居町入野178番地の1 | 新宮：新宮町馬立甲153番地1 嶺南：富郷町寒川山463番地の4 |